# Vindkraftværket Tvindkraft
Vindkraftværket Tvindkraft eller Tvindmøllen er en 2 MW stor vindmølle ejet af skolesamvirket Tvind ved Ulfborg i Vestjylland. Tvindmøllen satte på en række områder gang i en egentlig forskning og udvikling inden for vindenergi. Blandt andet gik Risø DTU i gang med at arbejde med aerodynamik, efter forskere fra Risø beregnede Tvindmøllens vinger. 
Den 54 meter høje vindmølle var mellem 1978 og 2000 Danmarks højestydende. Den begyndte at producere strøm i foråret 1978, og hen på efteråret begyndte den at producere strøm til Ringkjøbing Amts Højspændingsforening.  I de første driftsår  kunne det offentlige net kun bære 400 kW, men møllen kunne allerede dengang levere 1 MW, hvorfor hele produktionen ikke kunne leveres til nettet. Den overskydende kapacitet blev benyttet til strømproduktion til en dyppekoger på godt 500 kW, som opvarmede vand til centralvarmesystemet på Tvind.
I juli 2007 havde møllen kørt 117.540 driftstimer, 100.000.000 omdrejninger, og produceret 16 GWh. Møllen kørte fra begyndelsen kun på halv kraft, med en maksimal effekt på ca. 1 MW i stedet for 2 MW. Grunden var at møllen skulle køre hurtigere end den kunne, hvilket viste sig ved prøvekørslen. Historien har senere vist med de kommercielle møller, at 1 MW netop er hvad en mølle med vinger på 27 m kan producere. Det betød også at Tvind fik en mindre ydende mølle, der til gengæld kunne holde længere. Det viste sig i begyndelsen af driftsperioden, at vingerne ramte tårnets egensvingnings-frekvens ved 27 omdrejninger pr. minut. Derfor rotorens omdrejningstal blokeret til maksimalt 21 omdrejninger,

## Møllens drift
Tårn og kegle er bygget af jernarmeret beton. Hatten er af valsede stålplader. Vingerne er lavet af glasfiber. Møllen kører i dag med alle originale dele bortset fra vinger og vingelejer, der er skiftet. Noget specielt ved møllen er, at den er en såkaldt "bagløber", dvs. vinden kommer ind bagfra. Grunden til at møller ikke normalt bygges således er, at vinden derved passerer mølletårnet før den passerer vingerne.
- 1989 blev et vingeleje udskiftet
- 1993 blev alle 3 vinger og de andre 2 vingelejer udskiftet
- 1999 blev møllen malet hvid og rød
- 2000 blev krøje- og styringsværket moderniseret
- 2004 blev yderligere et vingeleje udskiftet
- 2015 blev en frekvensomformer på 500 kW. montret, så møllen nu kan producere 900 kW el

## Møllens historie
Det var lærerne på Skolerne i Tvind der i 1970erne satte sig det mål at bygge en stor vindmølle. 
Den 29. maj 1975 tog alle 400 mennesker, der var på Tvind den dag, det første spadestik. Derefter gik mølleholdet, der bestod af frivillige, i gang med fundament og tårn der rejste sig med en glideforskalling over Tvind.  
Andre byggede mølletoppen, der blev sammensat af et gear fra en svensk kobbermine og andre komponenter der kunne bruges til formålet.
Efter tre år stod møllen færdig, og kunne sættes i gang d. 26. marts 1978. Mens byggeriet af den store mølle fandt sted, byggede et højskolehold en 22 kilowatt stor mølle med 5 meter lange glasfibervinger på et ca. 12 meter højt tårn. Formålet var at lave en mølle almindelige mennesker selv kunne skaffe sig. Der blev lavet en vingeform skaleret ned efter vingerne til den store mølle. Denne glasfibervingeform lånte man ud til andre vindmøllebyggere, og den kom til at danne base for udvikling af vinger til den spirende vindmølleindustri. 
Den 54 meter høje vindmølle har tre drejbare vinger på 27 meter og derfor et afsejlet rotorareal på 2290 kvadratmeter, hvilket kan ses i forhold til Gedsermøllens 450 kvadratmeter og Gedsermøllens ydelse på 200 kilowatt. Efter 37 år som en 400 kW mølle, fik Tvindmøllen i april 2015 monteret en frekvensomformer på 500 kW, så den nu kan producere 900 kW el og sende det ud på nettet. Møllen kan i dag køre automatisk, og er i drift hele døgnet.